# Agdistis tamaricis
Espèce
Agdistis tamaricis est une espèce de lépidoptères de la famille des Pterophoridae.

## Description
Les imagos ont une envergure de 18 à 27 millimètres et sont de couleur gris-brun. Il y a quatre taches sombres le long de la veine costale, les deux intérieures étant plus grandes que les deux extérieures. La distance entre les deux points intérieurs est supérieure à celle des deux points extérieurs. Une autre tache est située dorsalement à la deuxième tache costale. Il y a trois taches sur le bord du pli de l'aile, la tache extérieure est la plus grande.
Les valvules des organes génitaux masculins sont longues et il n'y a aucun processus. L'édéage est courbé et irrégulier à son extrémité. L'ostium des organes génitaux féminins a une pointe acérée. Près de l'antre effilé paraboliquement, il y a deux grandes épines trapues situées dans le dos.
L'espèce a des antennes sétiformes.

## Répartition
Agdistis tamaricis est présent dans le Paléarctique, aux îles Canaries et dans la région méditerranéenne. Au nord, l'aire de répartition s'étend au sud de l'Allemagne et à Strasbourg en France. À l’est, elle s’étend à travers la péninsule balkanique jusqu'en Asie Mineure, en Iran, en Afghanistan, au Pakistan. Au sud, on trouve ces papillons en Israël, en Afrique du Nord et dans la péninsule arabique. En Orient, l'espèce est représentée en Inde, en Chine, en Corée et à Taïwan. Dans les régions afrotropicales, Agdistis tamaricis est présent au Libéria, en Afrique du Sud et en Mauritanie.

## Reproduction
Dans le Sud de l'Allemagne, les chenilles éclosent en automne et hibernent ; la pupaison a lieu au printemps. Les chenilles se caractérisent par un comportement particulier : elles secouent leurs excréments par un mouvement de balayage du corps de la chenille.
Les imagos volent par générations successives de mars à octobre, selon la latitude géographique.

## Plantes hôtes
La chenille consomme les plantes des espèces Myricaria germanica, Tamarix africana, Tamarix aphylla, Tamarix canariensis, Tamarix dioica (en), Tamarix gallica, Tamarix ramosissima, Tamarix smyrnensis.

## Classification
Le nom valide complet (avec auteur) de ce taxon est Agdistis paralia (Zeller, 1847).
L'espèce a été initialement classée dans le genre Adactyla sous le protonyme Adactyla tamaricis Zeller, 1847.
Agdistis tamaricis a pour synonyme :
- Adactyla tamaricis Zeller, 1847
- Agdistis bagdadiensis Amsel, 1949
- Agdistis xinjiangsis Qin & Zheng, 1997